# Canon RF 100-500mm f/4.5-7.1L IS USM
El Canon RF 100-500mm f/4.5-7.1L IS USM és un teleobjectiu zoom de la sèrie L amb muntura Canon RF.
Aquest, va ser anunciat per Canon el 9 de juliol de 2020, amb un preu de venda suggerit d'uns 3.299€.
Actualment, és l'objectiu zoom amb major focal de Canon de la sèrie RF.
Aquest objectiu s'utilitza sobretot per fotografia de fauna i esport.
El 2022, aquest objectiu va guanyar el premi de International Design Awards com a millor disseny d'objectiu intercanviable.

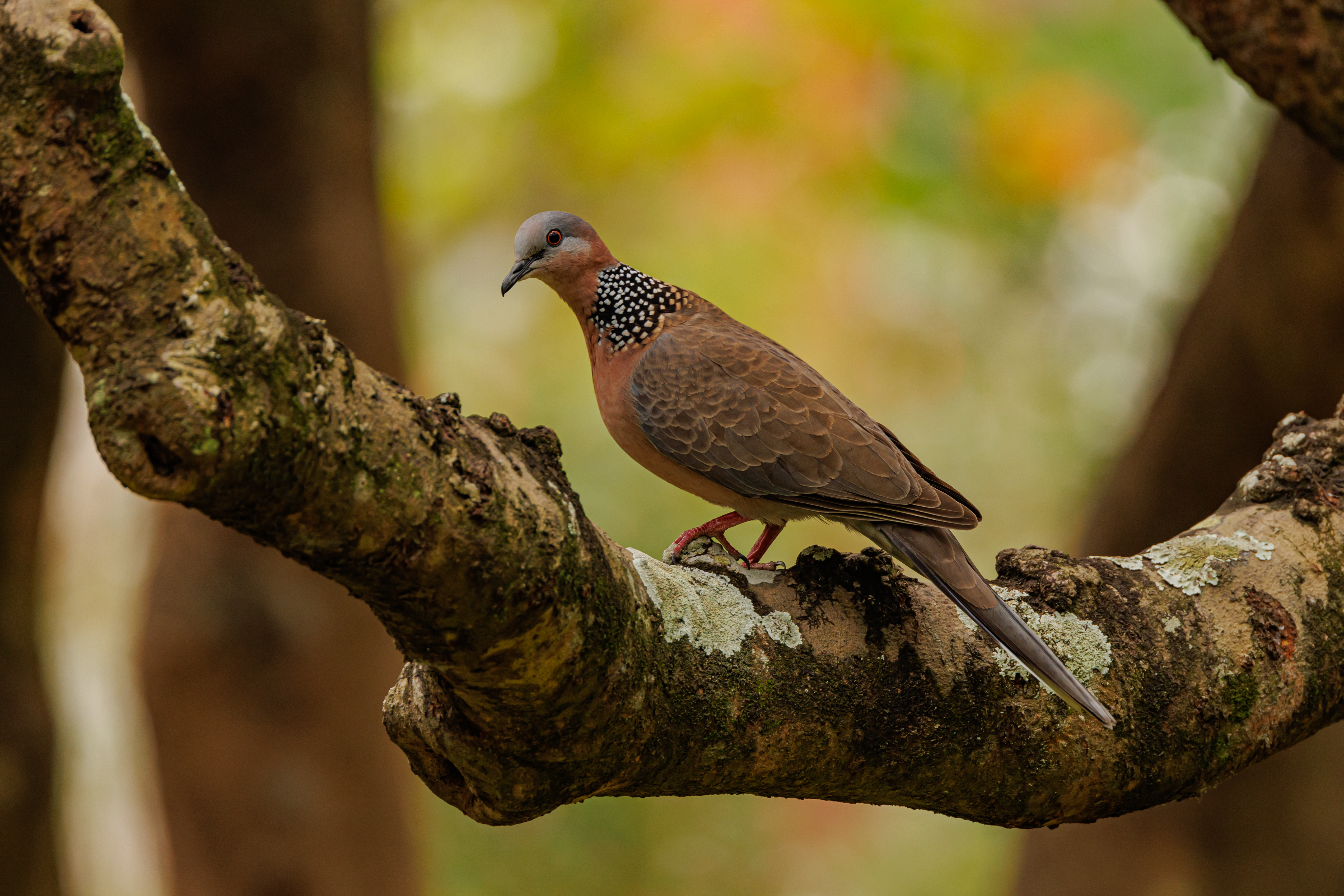
Ocell fotografiat amb el Canon RF 100-500mm f/4.5-7.1L IS USM

## Característiques
Les seves característiques més destacades són:
- Distància focal: 100-500mm
- Obertura: f/4.5 - 32 (a 100mm) i f/7.1 - 54 (a 500mm)
- Motor d'enfocament: USM (Motor d'enfocament ultrasònic, ràpid i silenciós)
- Estabilitzador d'imatge de 4 passes
- Distància mínima d'enfocament: 90cm
- Rosca de 77mm
- Distorsió òptica a 100mm de -0,06% (tipus barril) i a 500mm d'1,58% (tipus coixí).[4]
- En format RAW i a 100mm i f/4.5 l'objectiu ombreja les cantonades amb més d'un pas de llum, a partir de f/8 aquest efecte ja disminueix molt. Amb la correcció de lent activada, aquest ombrejat es veu molt reduït, a f/4.5 amb menys de mig pas de llum i a f/5.6 ja és gairebé inapreciable.[4]
- En format RAW i a 500mm i f/7.1 l'objectiu ombreja les cantonades amb gairebé un pas de llum, a partir de f/11 aquest efecte ja disminueix molt. Amb la correcció de lent activada, aquest ombrejat es veu molt reduït, a f/7.1 amb menys d'un quart pas de llum i a f/8 ja és gairebé inapreciable.
- La millor qualitat òptica a 100mm la trobem entre f/4.5 i f/5.6, i a 500mm entre f/7.1 i f/8.[4]

## Construcció[5]
- Inclou un adaptador a rosca de trípode per així estabilitzar la imatge des del centre de l'equip.
- El canó i la muntura són metàl·lics, mentre que les altres parts són de plàstic.
- El diafragma consta de 9 fulles, i les 20 lents de l'objectiu estan distribuïdes en 14 grups.
- Consta de sis lents d'ultra baixa dispersió, una de super ultra baixa dispersió i un revestiment d'esfera d'aire (ajuden a reduir els efectes fantasma).

## Accessoris compatibles[6]
- Tapa E-77 II
- Parasol ET-83F
- Filtres de 77mm
- Tapa posterior RF
- Funda LZ1328
- Multiplicador RF 1.4x
- Multiplicador RF 2x